# Hanno Fischer

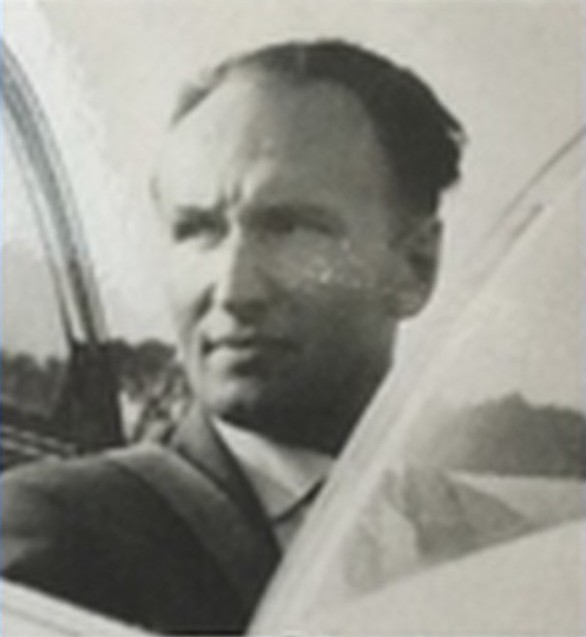
Hanno Fischer im RW-3-Cockpit, 1950er-Jahre

Hanno Fischer (* 15. November 1924 in Wünschelburg, Kreis Neurode, Provinz Niederschlesien; † 25. November 2024) war ein deutscher Flugzeugkonstrukteur. Er gehörte zu den frühen selbstständigen Luftfahrttechnikern der jungen Bundesrepublik Deutschland und entwickelte und flog eines der ersten Motorflugzeuge in Deutschland nach dem Zweiten Weltkrieg. Der Bereich der Bodeneffektnutzung bei Flugzeugen wurde von Hanno Fischer ab Mitte der 1970er-Jahre grundlegend erforscht und maßgeblich zur Serienreife und kommerziellen Nutzbarkeit geführt.

## Leben
Hanno Fischer wuchs zunächst in Heiligenbeil in Ostpreußen, später dann in Braunau im Sudetenland auf. Im Alter von 14 Jahren absolvierte er auf der Modellbauschule Hoher Meißner einen Lehrgang als Modellbaulehrer. Seinen ersten Flug absolvierte Hanno Fischer auf einem Schulgleiter Schneider Grunau SG 38 im Jahr 1938. Im Zweiten Weltkrieg meldete sich Fischer 1943 nach dem Abitur freiwillig zur Luftwaffe. Nach anderthalbjähriger Ausbildung kam er Anfang 1945 zur IV. Gruppe des Jagdgeschwaders 3 „Udet“ auf einer Focke-Wulf Fw 190 an die Ostfront. Fischer kehrte 1948 aus der Kriegsgefangenschaft zurück und heiratete. Mit seiner Frau Erika zog er nach Westhoven bei Köln, wo er einen Spirituosenhandel eröffnete. Parallel absolvierte er ein Maschinenbau-Fernstudium, das er 1951 abschloss.

### Fischer-Boretzki (1951–1954)
Mit der Freigabe des motorlosen Segelflugs in Deutschland begann Hanno Fischer 1951 mit Toni Boretzki den Bau eines ersten Flugzeugs. Diese FiBo 2 war offiziell ein einsitziges Segelflugzeug, das am Heck aber bereits einen feststellbaren Propeller hatte, der über eine Fernwelle von einem Motor angetrieben werden konnte und später im Gepäckraum Platz finden sollte. Schon 1952, zu einer Zeit, als der Motorflug in Deutschland noch verboten war, erhielt Hanno Fischer ein erstes Patent für ein Segelflugzeug mit im Rumpf eingebautem Hilfstriebwerk. Noch vor dem Erstflug des FiBo 2 baute Hanno Fischer den DKW-Motor seines Motorrads in den Gepäckraum ein und absolvierte mit diesem Motor Anfang 1953 auf der heutigen Autobahn A4 zwischen Gremberg und Rodenkirchener Rheinbrücke den Erstflug. Vermutlich war dieser Flug von Hanno Fischer der erste Motorflug eines in Deutschland nach dem Krieg gebauten Flugzeugs.

### Rhein-West-Flug (1954–1958)

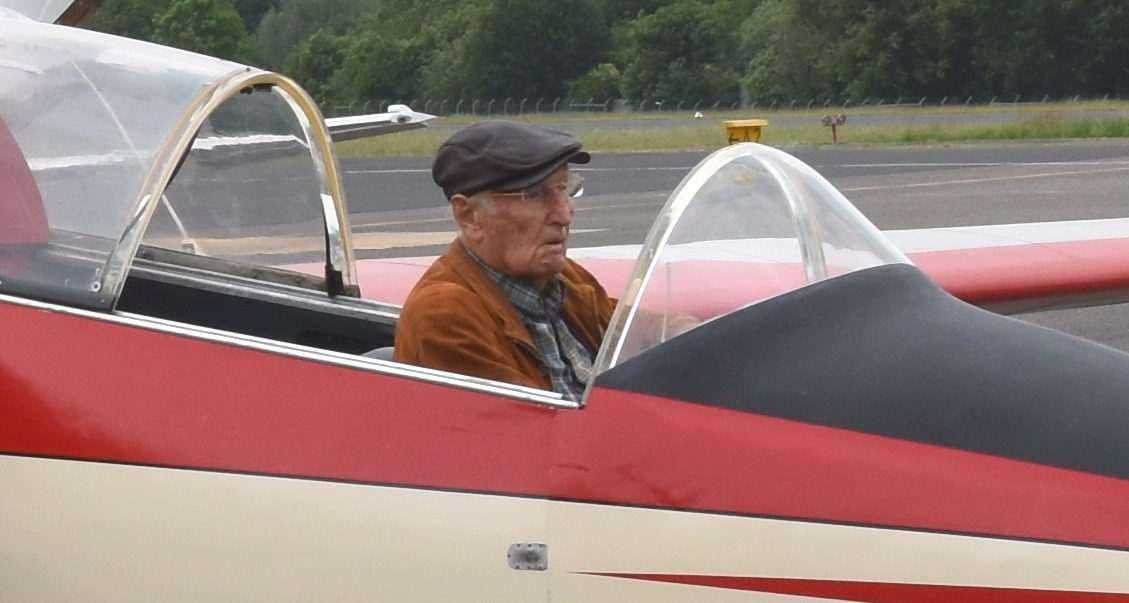
Hanno Fischer in seiner RW-3, Mai 2019

Ab 1954 entwickelte Hanno Fischer mit seinem neuen Partner Bernhard Schulze-Wilmert einen neuartigen, leistungsstärkeren Motorsegler, der auch als Reiseflugzeug geeignet sein sollte. Beide gründeten 1954 in Porz am Rhein die Rhein-West-Flug Fischer & Co. Als das Bauverbot für Motorflugzeuge in Deutschland 1955 durch die alliierten Militärbehörden aufgehoben wurde, war die Detailkonstruktion der RWF RW-3 durch Fischer bereits abgeschlossen. Der Prototyp wurde bei Gomolzig Flugzeugbau in Wuppertal gebaut. Für die Serienfertigung suchten Fischer und Schulze-Wilmert einen Lizenznehmer, den sie mit der 1956 in Krefeld vom ehemaligen Focke-Wulf-Produktionsleiter Willi Käther gegründeten Rhein-Flugzeugbau fanden. Hanno Fischer unterstützte mit seiner Rhein-West-Flug den Aufbau der Serienfertigung bei Rhein-Flugzeugbau bis 1958 und übernahm danach die technische Leitung bei Rhein-Flugzeugbau.

### Rhein-Flugzeugbau (1958–1989)
Unter seiner Leitung entstanden bei Rhein-Flugzeugbau in den nächsten 30 Jahren das STOL-Flugzeug RFB RF-1, der experimentelle Motorsegler Rhein-Flugzeugbau Sirius II und die beiden mantelpropellergetriebenen RFB Fanliner und RFB Fantrainer. In den sechziger Jahren beteiligte sich Fischer in der Leichtflugtechnik Union (LFU) gemeinsam mit Bölkow und Pützer an der Entwicklung des ersten Vollkunststoff-Motorflugzeugs LFU 205. Durch die umfangreiche Grundlagenforschung im Rahmen dieses Projekts, gehörte Rhein-Flugzeugbau Mitte der sechziger Jahre zu den wenigen, weltweit anerkannten Flugzeugbau-Unternehmen mit Erfahrungen in der Anwendung von Verbundwerkstoffen im Flugzeugbau.
Als Alexander Lippisch Mitte der 1960er Jahre aus den USA nach Deutschland zurückkehrte, fanden seine in den USA entwickelten Bodeneffektfahrzeuge die Aufmerksamkeit des Bundesverteidigungsministeriums. Lippisch beabsichtigte in Deutschland den Bau eines neuen Erprobungsträgers für diese Technologie. Anstatt der in den USA in Holz ausgeführten Flugboote sollte der neue Erprobungsträger in Kunststoff hergestellt werden. Lippisch wurde auf die Verbundwerkstoff-Erfahrungen bei Rhein-Flugzeugbau aufmerksam, die schließlich die bautechnische Ausführung des Erprobungsträgers unter Leitung von Hanno Fischer übernahmen. Lippisch wurde als Berater bei RFB tätig, während das Verteidigungsministerium Rhein-Flugzeugbau mit dem Bau des Erprobungsträgers RFB X.113 beauftragte. Während des Baus des folgenden, größeren Hochsee-Erprobungsträgers RFB X.114 starb Alexander Lippisch. Hanno Fischer setzte die Entwicklungsarbeit an dem Bodeneffekt-Fahrzeug allein fort. Als die X.114 während der Erprobung auf der Ostsee 1978 zerstört wurde, verlor das Verteidigungsministerium das Interesse an dieser Technik. Damit endeten auch die Arbeiten im Bereich Bodeneffekt bei Rhein-Flugzeugbau.

### Fischer Flugmechanik (seit 1979)
Hanno Fischer übernahm die Rechte an der Entwicklung und gründete 1979 sein Ingenieurbüro Fischer Flugmechanik, in dem er die Grundlagenforschung im Bereich Bodeneffekt allein fortführte. In zehnjähriger Arbeit entstand bei Fischer Flugmechanik der FF Airfish, der Ende der 1980er Jahre Serienreife erlangte. Zu den von Hanno Fischer konzipierten, sogenannten WIGs (Wing in Ground) gehörte das zweisitzige Sportboot FF Airfish AF-3, das achtsitzige Taxiboot Airfish AF-8 sowie der Erprobungsträger für die Hoverwing-Technologie FF Hoverwing HW2VT. Die Lizenzen zur Serienfertigung des zwanzigsitzigen FF Hoverwing HW20 und des achtzigsitzigen FF Hoverwing HW50 verkaufte Fischer nach Asien.

### Weitere Aktivitäten
Im hohen Alter beriet Fischer das neu gegründete Unternehmen Fanjet Aviation, mit dem der Schorndorfer Unternehmer Andreas Sattler versucht, den von Fischer entwickelten mantelpropellergetriebenen Fantrainer weiterzuentwickeln und erneut auf den Markt zu bringen.
Ferner war er bis ins hohe Alter als Pilot aktiv. Am 19. Juni 2017 landete er mit einer von ihm entwickelten RW-3 nach einem Motorausfall in einem Getreidefeld, wobei er selbst und die Maschine unversehrt blieben.

## Leistungen
- 15 realisierte Flugzeug- und Bootsentwürfe, 1951–2011
- Vermutlich Bau und Flug des ersten motorgetriebenen Flugzeugs in der Bundesrepublik, FiBo 2, 1953
- Mitentwicklung des ersten Vollkunststoff-Flugzeugs der Welt, LFU 205, 1964–1968
- Entwicklung des Mantelschrauben-Antriebs, 1968
- Grundlagenerforschung der Wirkung des Bodeneffekts auf Luftfahrzeuge Airfish, 1979–1989
- Entwicklung des Whisper-Fan-Antriebs und des Türkensäbel-Blatts, 1990
- Erstes serienreifes Bodeneffektfahrzeug, FF Airfish AF-3, 1990
- Grundlagenentwicklung der Hoverwing-Technologie, Hoverwing HW2VT, 1998
- Mehr als 60 Jahre Entwicklungstätigkeit im Bereich Luftfahrt und Bodeneffektfahrzeuge
- Mehr als 30 Patente im Bereich Luftfahrt und Bodeneffekt

## Patente von Hanno Fischer (Auswahl)
- Segelflugzeug mit innenliegendem Hilfsmotor, DE937744C vom 16. Dezember 1952
- Motorflugzeug mit T-Leitwerk, DE1034037B vom 5. September 1956[11]
- Flugzeug mit einer Luftschraube in einem Ringmantel, DE1096761 vom 16. Oktober 1958[12]
- Verbesserung des Wirkgrads einer in einem Tunnel umlaufenden Antriebsschraube, DE1219807B vom 23. Juli 1962
- Flugzeug, insbesondere Motor-Segelflugzeug mit Luftschraubenantrieb, DE1506089A1 vom 7. Oktober 1966, DE1781112A1 vom 26. August 1968
- Antriebsaggregat für Land-, Luft- und Wasserfahrzeuge, insbesondere Flugzeuge, DE1923862A1 vom 9. Mai 1969
- Segelflugzeug mit einziehbarem Propeller bzw. Antriebsaggregat mit Mantelschraube, DE2445013C3 vom 20. September 1974
- Variable Geometrie für Schwimmer von Hydrofoils oder Seeflug-zeugen, DE2508205A1 vom 26. Februar 1975
- Hochgeschwindigkeits Hovercraft mit zusätzlichem Auftrieb durch Umlenkklappen für den Schubstrom unter das Fahrzeug, DE2540847A1 vom 13. September 1979
- Leichte Flügel für Oberflächen-Gleiter mit Dämpfung von Welleneffekten, DE2547945A1 vom 27. Oktober 1975
- IC-driven shrouded propeller, DE2625111A1 vom 4. Juni 1976
- Sound reduction device for ducted fan, DE2636056A1 vom 11. August 1976
- Configuration of propellers to decrease noise of and cyclic loads on the blades, DE3605086A1 vom 18. Februar 1986
- Luftschraube für Flugzeuge (Türkensäbel), DE3801353C1 vom 19. Januar 1988
- Stauflügelboot, DE4010877A1 vom 4. April 1990, DE19637544 vom 14. September 1996, DE59701418 vom 12. September 1997

## Entwicklungen von Hanno Fischer

### Flugzeug-Entwicklungen
- Fischer-Boretzki FiBo 2, einsitziger Motorsegler von 1952, Einzelstück
- RWF RW-3, zweisitziges Leichtflugzeug der Rhein-Westflug von 1955, Lizenzfertigung bei RFB
- RFB RF-1, sechssitziges STOL-Flugzeug von 1961, Einzelstück
- LFU 205, Versuchsflugzeug zur Erprobung von Kunststoffen im Flugzeugbau mit Bölkow, Pützer
- RFB Sirius, Motorsegler zur Erprobung von Mantelschrauben und Wankelmotoren von 1968, zwei Versuchsträger
- RFB Fanliner, zweisitziges Sport- und Reiseflugzeug von 1973, zwei Prototypen
- Rhein-Flugzeugbau Fantrainer, zweisitziger militärischer Trainer von 1977, zwei Prototypen
- RFB Fantrainer FT-400/600, Weiterentwicklung des ATI für Thailand von 1984, vier Prototypen, 42 Serienflugzeuge

### Flugboot-Entwicklungen
- RFB X.113, Erprobungsträger für Bodeneffekt-Studien, Einzelstück
- RFB X.114, Erprobungsträger für Hochsee-Studien des Bodeneffekts, Einzelstück

### Bodeneffekt-Fahrzeuge, Wing-in-Ground (WIG)
- Fischer Airfish AF-1, Erprobungsträger für Bodeneffekt-Studien von 1987, später Umbau zum AF-2, Einzelstück
- Fischer Airfish AF-2, modifizierter AF-1 Erprobungsträger
- Fischer Airfish AF-3, zweisitziges Sportboot von 1990, Prototyp bei RFB
- Fischer Airfish AF-8, achtsitziges Taxiboot von 1996, Lizenzfertigung bei Flightship, Australien und Wigetworks, Singapur
- Fischer Hoverwing HW2VT, zweisitziger Erprobungsträger für die Hoverwing-Technologie von 1996
- Fischer Hoverwing HW20, zwanzigsitziges Fährboot von 2011 für Indonesien
- Fischer Hoverwing HW50, fünfzigsitziges Fährboot von 2011, Lizenzfertigung bei Wingship Technologies, Südkorea

### Nicht realisierte Entwürfe
- Rhein-Flugzeugbau Fanstar, viersitzige, zivile Variante des Fantrainers
- Rhein-Flugzeugbau RFB.215, vorgeschlagenes Nachfolgemodell für RFB X.114
- RFB X.117, vorgeschlagenes Bodeneffektfahrzeug für Grenz- und Küstenschutz
- Fischer Whisperfan, Weiterentwicklung des Fanliner (auch RFB Fanliner FL-5)
- Fischer Whisper-Whale, Schwimmerversion des Whisperfan
- Fischer Hoverwing HW80, achtzigsitziger Fährboot-Entwurf für das TEBEF-Programm des BMFT

### Sonstige Entwicklungen
- RFB Schubgondel SG, Triebwerksträger
- Türkensäbel Blade, geräuschreduziertes Blatt für Mantelschrauben-Antrieb